# Dumbrava (gmina Nușeni)
Dumbrava (węg. Nyírmező) – wieś w Rumunii, w okręgu Bistrița-Năsăud, w gminie Nușeni. W 2011 roku liczyła 48 mieszkańców.